# الدوري المنغولي لكرة القدم 2010
الدوري المنغولي لكرة القدم 2010 هو موسم من الدوري المنغولي لكرة القدم. كان عدد الأندية المشاركة فيه 7، وفاز فيه Khangarid FC ‏.